# Monastère Notre-Dame de Balamand
 (décembre 2016).

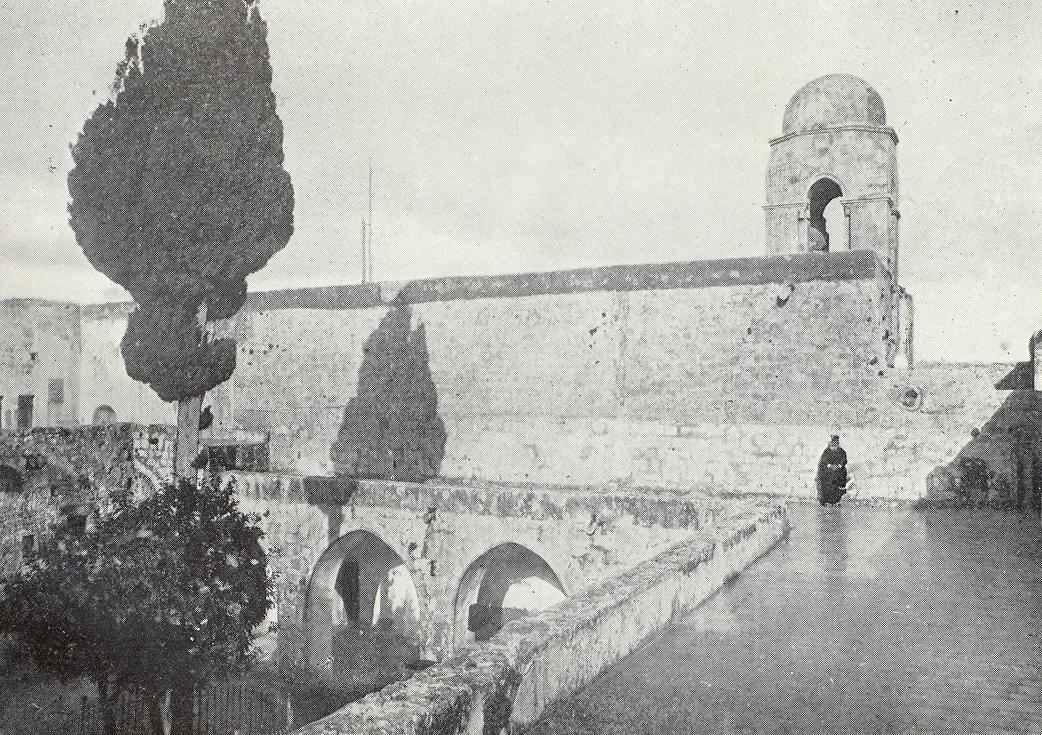
Abbaye de Balamand (1921).

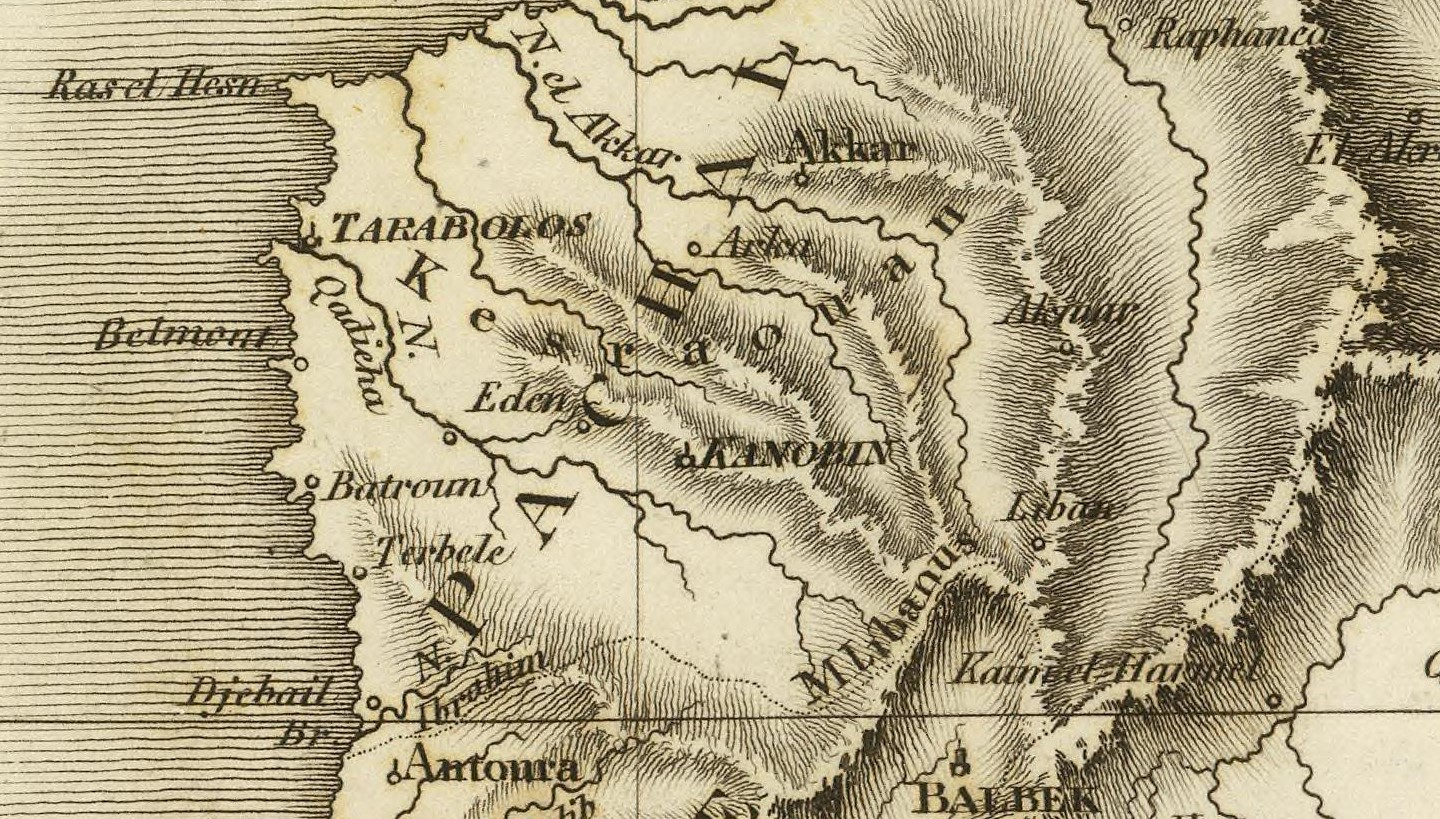
Carte où figure Belmont (1814)

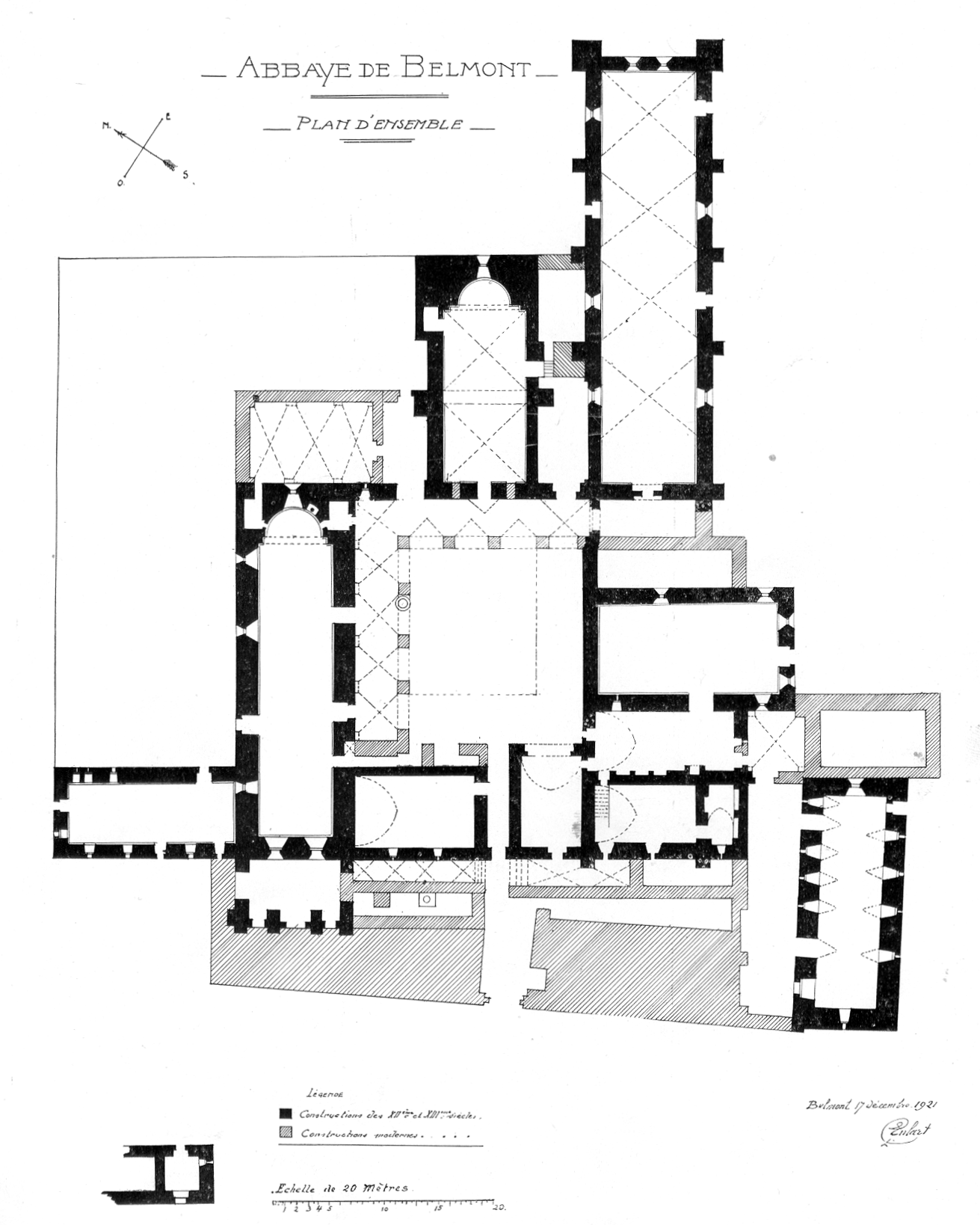
Plan de l'abbaye (1921).

Le monastère Notre-Dame de Balamand (en arabe : دير سيدة البلمند) est un important monastère orthodoxe antiochien situé dans le caza du Koura, près de la ville de Tripoli, dans le Liban-Nord.

## Histoire

### Fondation
Ancienne abbaye cistercienne datant de la période des Croisades, l'abbaye de Belmont a été fondée en 1157, d'après les annales cisterciennes. Elle appartient à la filiation de Morimond. La première mention connue est de 1169, elle se trouve dans La Chronique de Terre Sainte de 1224 : « en sel an fu fait l'abbaïe de Valmont ». Cette date correspond peut-être à la date de consécration de l'église. Dès 1161, l'abbaye de Belmont a fondé sa première fille à Salvatio (de) ; en 1169 elle fonde une deuxième fille, Saint-Jean-au-Bois (de), une troisième en 1181, la Sainte-Trinité de Refech (de), puis une dernière en 1235, Beaulieu (de) (sur l'île de Chypre). Ses fondations et son architecture semblent témoigner d'une certaine prospérité. Toutefois la seconde moitié du XIIIe siècle et la conquête mamelouke furent fatales à l'abbaye cistercienne et les moines durent se réfugier à Chypre après la chute d'Acre en 1291.
On peut cependant retrouver l'abbaye sous le nom de Belmont dans des cartes du XVIIIe et du XIXe.

### Refondation
En 1603, sous l'impulsion de l'évêque de Tripoli, Joachim, un groupe de dix moines grecs-orthodoxes bientôt porté à vingt-cinq prit possession du monastère. En parallèle à leur vie de prière, les moines cultivaient le sol, copiaient des manuscrits et accueillaient les populations environnantes lors des périodes de trouble.
Au cours des XVIIIe et XIXe siècles, le monastère acquit des terres dans toute la région de Koura et devint un centre important de production agricole. En 1833 fut ouverte la première école de Balamand qui donna naissance aux grandes institutions pédagogiques, actuellement installées autour du monastère, l'institut de théologie, l'école secondaire et l'université.